# Мишаал бин Хамад бин Халифа Аль Тани
Мишаал бин Хамад бин Халифа Аль Тани (араб. مشعل بن حمد بن خليفة الثاني‎; родился 2 июля 1972, Доха, Катар) — бывший Наследный принц Катара.

## Биография
Шейх Мишаал — первый сын и старший среди детей бывшего эмира Катара шейха Хамада бин Халифы Аль Тани и его первой жены шейхи Мариам бинт Мухаммад Аль Тани.
Шейх Мишаал был назначен наследным принцем 30 июня 1995 года после того, как его отец стал эмиром. Затем Мишаал стал работать в Министерстве иностранных дел Катара, возглавляя миссии Катара. Он являлся наследным принцем Катара пока 23 октября 1996 года не был заменён на своего младшего единокровного брата Джасима бин Хамада бин Халифу Аль-Тани.
Мишаал возглавлял спортивный клуб «Эр-Райян», крупнейшей секцией которого является одноимённый футбольный клуб. Мишаал — член «Qatar Racing & Equestrian Club» (QREC), являясь также президентом Арабской федерации конного спорта.

## Личная жизнь
У шейха Мишаала бин Хамада бин Халифы Аль Тани 3 сына и 3 дочери:
Сыновья:
- шейх Абдулла бин Мишаал бин Хамад Аль Тани — член «Qatar Racing & Equestrian Club» (QREC).
- шейх Мухаммад бин Мишаал бин Хамад Аль Тани
- шейх Хамад бин Мишаал бин Хамад Аль Тани

Дочери:
- шейха Ровдха бинт Мишаал бин Хамад Аль Тани
- шейха Мариам бинт Мишаал бин Хамад Аль Тани
- шейха Аиша бинт Мишаал бин Хамад Аль Тани

Все члены его семьи являются владельцами скаковых лошадей и принимают активное участие в конном спорте.